# Boeing Model 40
Il Boeing Model 40 fu un aereo postale monomotore biplano, sviluppato dall'azienda aeronautica statunitense Boeing nei primi anni venti.
Ampiamente utilizzato per effettuare servizi di posta aerea negli Stati Uniti d'America fino agli anni trenta, in particolare per le compagnie aeree che in seguito divennero parte della United Airlines, fu il primo modello realizzato dalla Boeing Company in grado di trasportare passeggeri.

## Utilizzatori

### Civili
Stati Uniti
- Boeing Air Transport
- Varney Air Lines
- Pacific Air Transport

### Militari
Honduras
- Escuela Nacional de Aviación[2]

### Riviste
- (EN) Ed Davies, Boeing's Airline: The Life and Times of Boeing Air Transport: Part One, in Air Enthusiast, n. 127, gennaio–February 2007,  pp. 64-74, ISSN 0143-5450 (WC · ACNP).
- (EN) Ed Davies, Boeing's Airline: The Life and Times of Boeing Air Transport: Part Two, in Air Enthusiast, n. 128, marzo–April 2007,  pp. 62-73, ISSN 0143-5450 (WC · ACNP).
- (EN) Daniel P. Hagedorn, From Caudillos to COIN, in Air Enthusiast, Thirty-one, luglio–November 1986,  pp. 55-70, ISSN 0143-5450 (WC · ACNP).
- (EN) H. A. Taylor, When Boeing Flew The Mails, in Air Enthusiast, Twenty-two, agosto–November 1983,  pp. 64-74, ISSN 0143-5450 (WC · ACNP).